# Катастрофа Ил-18 под Адлером
Катастрофа Ил-18 под Сочи — крупная авиационная катастрофа, произошедшая 1 октября 1972 года. Авиалайнер Ил-18В авиакомпании «Аэрофлот» начал выполнять регулярный внутренний рейс SU-1036 по маршруту Сочи—Москва, но через 4 минуты после взлёта лайнер резко опрокинулся на левое крыло и рухнул в Чёрное море. Погибли все находившиеся на его борту 109 человек — 101 пассажир и 8 членов экипажа.

## Самолёт
Ил-18В (регистрационный номер СССР-75507, заводской 183006405, серийный 064-05) был выпущен заводом «Знамя Труда» 3 августа 1963 года и изначально 16 августа был передан Министерству авиационной промышленности СССР. Салон авиалайнера имел пассажировместимость 110 мест. 19 сентября того же года самолёт был передан Главному управлению гражданского воздушного флота СССР, которое направило его во Внуковский объединённый авиаотряд Московского территориального управления ГВФ. На день катастрофы совершил 7899 полётов и налетал 15718 ч.

## Экипаж и пассажиры
Самолётом управлял экипаж из 216-го лётного отряда, его состав был таким:
- Командир воздушного судна (КВС) — Василий Герасимович Тихонов.
- Второй пилот — Валентина Алексеевна Слободская. В качестве второго пилота Слободская принимала участие в беспосадочных перелётах женских экипажей Ил-18 под командованием Любови Улановой по маршрутам Москва—Магадан 8 октября 1967 года и Симферополь—Южно-Сахалинск 16 октября 1967 года. Также в составе женского экипажа под командованием Любови Улановой летом 1969 года установила 3 мировых рекорда на Ил-18.
- Штурман — Анатолий Степанович Змеевский.
- Бортмеханик — Владимир Васильевич Мещанинов.
- Бортрадист — Борис Владимирович Спелов.

В салоне самолёта работали две стюардессы:
- Наталья Михайловна Ремесленникова,
- Татьяна Николаевна Барышникова.

Также в составе экипажа был сопровождающий милиционер Виктор Сергеевич Семёнов.
Всего на борту самолёта находились 100 взрослых пассажиров и 1 ребёнок.
Среди пассажиров на борту находились учёный-психолог Владимир Небылицын и его супруга.

## Катастрофа
Вечернее небо в это время было ясным, ветер слабый, температура воздуха +17°С, видимость более 5 километров.
В 19:21 рейс SU-1036 вылетел из аэропорта Адлер по магнитному курсу 240°, а в 19:22 экипаж доложил диспетчеру о выполнении взлёта. В ответ диспетчер передал условия выхода из зоны аэропорта — правым разворотом с набором высоты до 3000 метров на Лазаревское. Экипаж подтвердил получение указаний, после чего на связь больше не выходил. На высоте 150-250 метров пилоты начали выполнять правый разворот, но самолёт неожиданно перешёл в крутой левый поворот с резким снижением, а затем врезался в воду и полностью разрушился.
В 19:40 диспетчерам поступило сообщение от военных кораблей о том, что на пеленге 220° в 10,5 километрах от берега упал самолёт. В 23:52 в 5-6 километрах от берега были обнаружены плавающие на воде мелкие обломки и фрагменты тел. Все 109 человек на борту авиалайнера погибли.
Самолёт затонул на глубине 500-1000 метров, где дно имеет сложный рельеф с крутизной склонов до 45°. Также дно покрывал толстый слой ила, который мог поглотить обломки. Была организована крупная поисковая операция с участием сил Черноморского флота ВМФ СССР. Но, несмотря на все усилия, основные обломки самолёта и бортовые самописцы так и не были найдены.

## Причина катастрофы
На имеющихся небольших обломках, а также трупах комиссия не обнаружила признаков пожара и следов взрывчатых веществ. Было выдвинуто большое число версий о причинах катастрофы, в том числе отказ техники и/или приборов, нападение террориста, столкновение со стаей перелётных птиц. Последняя версия рассматривалась особенно, так как в это время был период их миграции. Но по причине отсутствия фактических материалов ни одну из этих версий было невозможно подтвердить.
Таким образом, установить истинную причину катастрофы рейса SU-1036 оказалось невозможным.